# 鼎湖细辛
鼎湖细辛（学名：Asarum magnificum var. dinghuense）为马兜铃科细辛属下的一个变种。

## 扩展阅读
- 維基物種上的相關：鼎湖细辛